# Episodi di Hellcats
La prima ed unica stagione della serie televisiva Hellcats, composta da 22 episodi, è stata trasmessa sul canale statunitense The CW dall'8 settembre 2010 al 17 maggio 2011.
In Italia la serie è andata in onda in prima visione assoluta dal 26 luglio al 4 ottobre 2011 sul canale Mya di Mediaset Premium. In chiaro è andata in onda dal 20 agosto al 7 settembre 2012 su Italia 1.
| nº | Titolo originale                     | Titolo italiano            | Prima TV USA      | Prima TV Italia   |
| -- | ------------------------------------ | -------------------------- | ----------------- | ----------------- |
| 1  | A World Full of Strangers            | Un mondo di estranei       | 8 settembre 2010  | 26 luglio 2011    |
| 2  | I Say a Little Prayer                | Una piccola preghiera      | 15 settembre 2010 | 26 luglio 2011    |
| 3  | Beale St. After Dark                 | Una serata a Beale Street  | 22 settembre 2010 | 2 agosto 2011     |
| 4  | Nobody Loves Me But My Mother        | Solo mia madre mi ama      | 29 settembre 2010 | 2 agosto 2011     |
| 5  | The Prisoner's Song                  | La canzone del prigioniero | 6 ottobre 2010    | 9 agosto 2011     |
| 6  | Ragged Old Flag                      | Logora vecchia bandiera    | 13 ottobre 2010   | 9 agosto 2011     |
| 7  | The Match Game                       | Il gioco delle coppie      | 27 ottobre 2010   | 16 agosto 2011    |
| 8  | Back of a Car                        | La prima volta             | 3 novembre 2010   | 16 agosto 2011    |
| 9  | Finish What We Started               | Finire ciò che si inizia   | 10 novembre 2010  | 23 agosto 2011    |
| 10 | Pledging My Love                     | In pegno del mio amore     | 17 novembre 2010  | 23 agosto 2011    |
| 11 | Think Twice Before You Go            | Pensa prima di agire       | 1º dicembre 2010  | 30 agosto 2011    |
| 12 | Papa, Oh Papa                        | Papà, oh papà              | 25 gennaio 2011   | 30 agosto 2011    |
| 13 | Worried Baby Blues                   | Cheerleader preoccupate    | 1º febbraio 2011  | 6 settembre 2011  |
| 14 | Remember When                        | Ricorda quando             | 8 febbraio 2011   | 6 settembre 2011  |
| 15 | God Must Have My Fortune Laid Away   | Dio non è dalla mia parte  | 15 febbraio 2011  | 13 settembre 2011 |
| 16 | Fancy Dan                            | Ti piace Dan?              | 22 febbraio 2011  | 13 settembre 2011 |
| 17 | Don't Make Promises (You Can't Keep) | Non fare promesse          | 1º marzo 2011     | 20 settembre 2011 |
| 18 | Woke Up Dead                         | Risveglio improvviso       | 19 aprile 2011    | 20 settembre 2011 |
| 19 | Before I Was Caught                  | Prima che mi beccassero    | 26 aprile 2011    | 27 settembre 2011 |
| 20 | Warped Sister                        | Sorella a sorpresa         | 3 maggio 2011     | 27 settembre 2011 |
| 21 | Land of 1,000 Dances                 | La terra delle mille danze | 10 maggio 2011    | 4 ottobre 2011    |
| 22 | I'm Sick Y'all                       | Sono stufa, ragazzi!       | 17 maggio 2011    | 4 ottobre 2011    |

## Un mondo di estranei
- Titolo originale: A World Full of Strangers
- Diretto da: Allan Arkush
- Scritto da: Kevin Murphy

### Trama
Per ottenere una borsa di studio che le permetta di continuare la scuola di legge, Marti Perkins si presenta ai provini per entrare nella squadra di cheerleader. Riesce ad ottenere un posto, come sostituta dell'infortunata Alice, e diventa amica del capitano, Savannah Monroe. Alice, al contrario, non sopporta di essere stata sostituita da Marti.
- Ascolti USA: telespettatori 3 000 000[3]

## Una piccola preghiera
- Titolo originale: I Say a Little Prayer
- Diretto da: Allan Arkush
- Scritto da: Kevin Murphy (soggetto), Kevin Murphy e Jennifer Schuur (sceneggiatura)

### Trama
La competizione per la finale viene rimandata di qualche giorno dopo la caduta della sorella di Savannah, mentre stava gareggiando. All'ospedale, Savannah si scontra con la famiglia e si notano le passate divergenze; purtroppo però Savannah non è l'unica ad avere problemi familiari infatti Marti è preoccupata perché la madre parteciperá a una loro esibizione. Dan chiede a Savannah di uscire insieme.
- Ascolti USA: telespettatori 2 640 000[4]

## Una serata a Beale Street
- Titolo originale: Beale St. After Dark
- Diretto da: Bethany Rooney
- Scritto da: Kevin Murphy (soggetto), Kevin Murphy e Peter Calloway (sceneggiatura)

### Trama
Savannah si prepara per il suo appuntamento con Dan, ma Marti spegne il suo entusiasmo dicendole che Dan non è uno da storie serie. L'università vuole tagliare i finanziamenti agli Hellcats per darli alle ragazze della pallavolo; questo significa sottoporre un video direttamente all'organizzazione nazionale. Uno dei professori di Marti, Julian Parrish, ha bisogno di due studenti che lo aiutino a difendere un uomo finito in prigione a vita per un furto di poco conto. Marti fa di tutto per ottenere dal suo professore la possibilità di lavorare a questo caso, ma il professore dubita dell'impegno di Marti date che questa spesso arriva in ritardo in classe a causa degli allenamenti con gli Hellcats. Per affrontare la paura del primo appuntamento, Savannah si presenta all'appuntamento con Dan portandosi alcuni degli Hellcats, inclusa Marti. Lewis vede Jake, il quarterback, passare a Alice le medicine che questa gli aveva richiesto per far guarire più in fretta il suo polso, e ne nasce una rissa, così Lewis, Jake e Dan vengono arrestati. Il coach fa uscire Jake, ma per aiutare Lewis e Dan, Marti chiede aiuto a Julian. Vanessa confessa a Derrick che dieci anni prima, quando era una studente e Red Raymond era coach, hanno avuto una relazione, motivo per cui Raymond fu costretto a dimettersi e venne lasciato dalla moglie. Marti scopre che Julian ha assegnato agli studenti la ricerca di un caso inesistente (Kobayashi vs Tennessee, nome ripreso da Star Trek) e collabora con Morgan.
- Ascolti USA: telespettatori 2 320 000[5]

## Solo mia madre mi ama
- Titolo originale: Nobody Loves Me But My Mother
- Diretto da: David Paymer
- Scritto da: Anne Kenney

### Trama
Alice riprende di nascosto gli allenamenti dei Cyclons. Gli Hellcats si preparano per registrare un promo. Lewis chiede a Marti di uscire ma lei rifiuta per non complicare le cose. Savannah incontra i suoi genitori ad un brunch, mentre sta baciando Dan e decide di presentarlo come il suo ragazzo ufficiale, cosa che lui finge di gradire anche se vorrebbe una storia aperta. I genitori decidono di invitarli ad una cena durante la quale scoppia una grande litigata tra la madre e Savannah. Intanto, Marti aiuta la madre a diventare la manager del pub in cui lavora, organizzando un concerto dal vivo. Dopo una lunga riflessione, Dan decide di diventare ufficialmente il ragazzo di Savannah, in modo esclusivo.
Alice assume delle droghe per alleviare il dolore al polso e velocizzare la guarigione e rivuole Lewis come base al posto di Darwin. Marti accetta di uscire con Lewis. Nel tentativo di dimenticare Lewis come le ha detto Vanessa, Alice decide di uscire con Jake. Lewis non si sente in grado di cominciare un'altra storia perché non è sicuro della sua situazione con Alice.
- Ascolti USA: telespettatori 2 218 000 – share 2%[6]

## La canzone del prigioniero
- Titolo originale: The Prisoner's Song
- Diretto da: John Behring
- Scritto da: Curtis Kheel

### Trama
Morgan e Marti sono stati scelti da Julian per collaborare al caso del detenuto che ha ricevuto una condanna di 80 anni per furto con scasso dato che era al sue terzo strike e loro vogliono ribaltare la condanna. Marti è convinta che il detenuto, Travis, un ex musicista, sia innocente e cerca un modo per far cadere le accuse all'insaputa del suo professore, che ha accettato il caso solo per far rivedere una legge ingiusta, ma non è interessato all'uomo. Red Raymond dice a Derrick di voler riconquistare Vanessa e questi gli dà un pugno. Intanto, la squadra litiga per il modo in cui si deve preparare il video da mandare per le nazionali. Derrick viene promosso a medico sportivo a tempo indeterminato. La squadra vota che preferiscano come capitano tra Savannah e Alice; Savannah viene confermata nel ruolo
- Ascolti USA: telespettatori 2 132 000 – share 2%[7]

## Logora vecchia bandiera
- Titolo originale: Ragged Old Flag
- Diretto da: Kevin Fair
- Scritto da: James Eagan

### Trama
Lewis allena le cheerleader per una partita di flag football contro la squadra femminile di pallavolo; l'obiettivo delle Hellcats è quello di dimostrare la loro validità come atlete. Lo stesso giorno della partita, Marti dovrebbe essere a Nashville insieme a Julian e ai colleghi di legge per parlare dell'abrogazione della legge dei tre strike. Le cheerleader vincono l'incontro contro le pallavoliste. Lewis cerca lavoro, mentre il padre smette di farsi mandare i soldi dal dipartimento di atletica dell'università del figlio, soldi a cui era dovuto ricorrere a causa di problemi economici. Le mazzette sono il motivo per cui Lewis aveva lasciato la squadra di football per passare negli hellcats. Gli hellcats non hanno superato le selezioni per partecipare gratis allenazionali, su 15 posti sono arrivati sedicesimi
- Ascolti USA: telespettatori 2 012 000 – share 2%[8]

## Il gioco delle coppie
- Titolo originale: The Match Game
- Diretto da: John Dahl
- Scritto da: Jennifer Schuur

### Trama
Gli Hellcats organizzano un'asta di appuntamenti per raccogliere i 5000 dollari necessari per partecipare alle nazionali. Savannah riceve un'offerta da Noah, il suo ex fidanzato, e Marti da Morgan. Marti continua a cercare di provare l'innocenza di Travis all'insaputa del suo professore. Marti e Lewis iniziano a frequentarsi e la ragazza vuole che la loro relazione resti segreta, ma alla fine lo dirà ahli hellcats.
- Ascolti USA: telespettatori 2 032 000 – share 2%[9]

## La prima volta
- Titolo originale: Back of a Car
- Diretto da: Allan Arkush
- Scritto da: Kevin Murphy e Amanda Alpert Muscat

### Trama
Gli Hellcats organizzano una festa anni ottanta per celebrare il loro anniversario. Marti e Morgan proseguono le loro indagini per scagionare Travis e scoprono che l'ex fidanzata di quest'ultimo è passata da essere una senzatetto ad avere una bella villa dopo averlo fatto incriminare, così sospettano che qualcuno l'abbia pagata per mentire. La casa è proprietà di un certo Bobby Overton. Durante la festa Morgan avvisa Marti che il suo portatile è stato rubato e sospetta di Overton. Più tardi anche il portatile di Marti sparisce. Wanda dice a Dan che Marti è innamorata di lui. Savannah decide di perdere la verginità con Dan, ma la serata non si conclude come pianificato perché Savannah scopre dai loro rispettivi racconti sulle loro prime volte che Marti e Dan sono stati insieme e lascia la stanza d'albergo dove avrebbe dovuto fare l'amore con Dan. Marti prova sentimenti conflittuali circa la relazione tra Savannah e Dan.
- Ascolti USA: telespettatori 1 941 000 – share 2%[10]

## Finire ciò che si inizia
- Titolo originale: Finish What We Started
- Diretto da: Ron Underwood
- Scritto da: Vince Gonzales

### Trama
Savannah litiga con Marti dopo aver scoperto il suo passato con Dan e decide di tornare a casa per passare un po' di tempo con la sua famiglia. Savannah scopre che la sorella, Charlotte, è incinta e, per fare in modo che non rischi, la sostituisce durante l'esibizione richiesta da uno sponsor, anche se non tutta la squadra dei Ciclones gradisce questo "aiuto". Per evitare di pensare a Dan e a Lewis, con cui ha litigato, Marti si concentra sul caso Travis; ormai è chiaro che sia stato incastrato per proteggere qualcuno. Marti e Morgan organizzano dei turni per sorvegliare il farmacista che, cambiando la sua dichiarazione, ha fatto arrestare Travis. La notte, mentre sono in auto a piantonare la farmacia, Marti e Dan si baciano. Più tardi vedono Overton che si incontra con il famacista. Savannah perdona Marti e Dan, anche Marti e Lewis si riappacificano. Bill Marsh sfrutta i sentimenti di Red Raymond per Vanessa per convincerlo a pagare un giocatore.
- Ascolti USA: telespettatori 1 922 000 – share 2%[11]

## In pegno del mio amore
- Titolo originale: Pledging My Love
- Diretto da: Debbie Allen
- Scritto da: Peter Calloway

### Trama
Vengono diffuse per tutto il campus delle foto di Alice nuda. Quella cerca di vendicarsi e scopre l'omosessualità del suo nemico. Bloccata dagli insegnanti, viene data al giocatore una punizione più leggera.Marty e Dan vivono una situazione critica, dopo la sera in macchina anche perché dopo che Savahanna perdona entrambi Dan lascia Savahanna; la ragazza ormai è distrutta. L'allenatrice è in crisi con l'attuale fidanzato e si confida con l'ex fidanzato coach di football; tra i due scatta una fiamma da lei spenta tempo fa. Il dottore, per farsi perdonare, le fa una proposta di matrimonio che la donna accetta, pur pensando ancora al suo ex
- Ascolti USA: telespettatori 2 045 000 – share 2%[12]

## Pensa prima di agire
- Titolo originale: Think Twice Before You Go
- Diretto da: Debbie Allen
- Scritto da: Peter Calloway

### Trama
Dan dà un ultimatum a Marti e le chiede di rivelare i suoi sentimenti, ma la ragazza non ci riesce. Savannah si ubriaca e si mette in una situazione di pericolo, ma arriva Marti a salvarla. Marti rivela la natura del suo rapporto con Dan a Savannah e al resto della squadra. Dan lascia la città.
- Ascolti USA: telespettatori 1 892 000 – share 2%[13]

## Papà, oh papà
- Titolo originale: Papa, Oh Papa
- Diretto da: Debbie Allen
- Scritto da: Peter Calloway

### Trama
Marti non è stata perdonata dagli Hellcats e viene ignorata da tutti soprattutto da Savannah e da Lewis. Intanto il padre di Alice le fa una sorpresa andandola a vedere alla gara con una nuova moglie, ma alla fine la ragazza scopre che è lì soltanto per sostenere il figlio, giocatore di football. Il padre però non sa che Alice e Lewis si sono lasciati e non sa neanche che lei non è più la flyer degli Hellcats. Così per impressionare il padre decide di riprendersi il posto di "flyer". All'inizio cerca di prendere il posto di Marti ma viene battuta da questa in una gara tra le due, infine prende il posto di Savannah dopo averla ricattata dicendo che avrebbe rivelato alla squadra di aver sostituito la sorella per far classificare una squadra avversaria. Savannah finge così di essersi slogata la caviglia ma viene scoperta da Marti dopo che le due avevano fatto una lotta con i cuscini. Le due ragazze chiariscono e Marti per scusarsi con l'amica le cede il posto di flyer nella finale. Alla finale non partecipa il padre di Alice poiché la partita del figlio è finita in ritardo e la ragazza delusa si confida con la nuova moglie del padre che le consiglia di parlare con lui. Alla fine gli Hellcats vincono e sono quindi qualificati per le nazionali e Alice dice la verità al padre e si riconcilia con lui.
- Ascolti USA: telespettatori 2 153 000 – share 2%[14]

## Cheerleader preoccupate
- Titolo originale: Worried Baby Blues
- Diretto da: Ron Underwood
- Scritto da: Kevin Murphy e Curtis Kheel

### Trama
Gli Hellcats fanno un calendario e durante l'evento promozionale Marti e Alice vanno nell'ufficio di Bill Marsh, una per trovare informazioni su Travis, l'altra sul fidanzato Jack che dice di aver fatto una bravata; la bravata si rivela essere proprio il furto alla farmacia per cui è stato incastarto Travis e Marti ora ha le prove per scagionarlo e incriminare Jake. Intanto, Savannah dice a sua madre che Charlotte è incinta.
- Ascolti USA: telespettatori 1 798 000 – share 2%[15]

## Ricorda quando
- Titolo originale: Remember When
- Diretto da: Omar Madha
- Scritto da: Kevin Murphy e James Eagan

### Trama
Gli Hellcats preparano un rito di iniziazione per Marti e ricordano come sono entrati in squadra. Travis viene picchiato da alcuni detenuti che gli intimano di cambiare avvocato. Marti spiega agli Hellcats di poter scagionare Travis solo implicando Jake, cosa che distruggerebbe la squadra di football e di conseguenza gli Hellcats.
- Ascolti USA: telespettatori 1 716 000 – share 2%[16]

## Dio non è dalla mia parte
- Titolo originale: God Must Have My Fortune Laid Away
- Diretto da: John Behring
- Scritto da: Vince Gonzales e Matthew B. Roberts

### Trama
Marti, Alice, Vanessa, Red Raymond, Morgan e il professore di Marti organizzano un piano per liberare Travis e far dimettere Bill. Jake fa la cosa giusta e si assume la responsabilità delle sue azioni pubblicamente, finendo in prigione.
- Ascolti USA: telespettatori 1 576 000 – share 2%[17]

## Ti piace Dan?
- Titolo originale: Fancy Dan
- Diretto da: John Dahl
- Scritto da: Anne Kenney

### Trama
Dan torna in città per il matrimonio di suo fratello e torna con Savannah, mentre lui e Marti decidono di rimanere solo amici. Derrick lascia Vanessa rendendosi conto che lei prova ancora qualcosa per Red. Dopo aver parlato con Travis, Alice va a trovare Jake in prigione.
- Ascolti USA: telespettatori 1 639 000 – share 2%[18]

## Non fare promesse
- Titolo originale: Don't Make Promises (You Can't Keep)
- Diretto da: Robert Berlinger
- Scritto da: Amanda Alpert Muscat

### Trama
Savannah non riesce a credere alle proprie orecchie quando Charlotte le rivela l'identità del padre del bambino che porta in grembo. Marti si confronta con la madre per saperne di più a proposito di suo padre.
Nel frattempo il gruppo delle cheerleader scoprono che il Memphis Christian sta usando la loro stessa canzone per concorrere alla gara nazionale.
Vanessa ricomincia la sua storia con Red.
- Ascolti USA: telespettatori 1 459 000 – share 2%[19]

## Risveglio improvviso
- Titolo originale: Woke Up Dead
- Diretto da: Andy Fickman
- Scritto da: Jennifer Schuur

### Trama
Marti decide di recarsi nel negozio di musica dove suo padre ha comprato i plettri trovati nella sua valigia. Lì conoscerà una ragazza, Deirdre, che l'aiuterà a trovare un manifesto scritto dal padre di Marti e datato nel 1998, ma in realtà Marti sapeva che il padre era morto cinque anni prima. Wanda alla fine decide di raccontare la verità a sua figlia: il padre era un tossico dipendente grave e Wanda lo lasciò per proteggere la figlia. Intanto Dan prepara il video per l'iscrizione al corso di cinema; in un primo momento sarà in dubbio, visto la concorrenza, ma Savannah decide di aiutarlo e pubblica il suo video.
Alice, grazie all'aiuto di una giornalista, incastra una ragazza della Lancer che scrive tesine per gli atleti. Lewis vuole fare cambiare idea ad Alice, siccome il suo nome rientrerebbe nella lista delle persone aiutate dalla ragazza, ma Alice non vuole rovinare la sua possibile carriera nel giornarlismo.
- Ascolti USA: telespettatori 1 190 000 – share 1%[20]

## Prima che mi beccassero
- Titolo originale: Before I Was Caught
- Diretto da: Andy Wolk
- Scritto da: Peter Calloway

### Trama
Red e Vanessa stanno finalmente insieme, ma proprio quando iniziano a godersi la loro relazione arriva Emily, l'ex moglie di Red e nuovo avvocato della Lancer. Marti vuol difendere Lewis davanti al tribunale d'onore per la questione del compito rubato (un compito sull'evoluzionismo che lui non ha mai consegnato), ma Lewis insiste nel volersi dichiarare colpevole. Alice, che sta collaborando con Marti per aiutare Lewis, arriva alla conclusione che il compito fosse per Savannah, che, venendo da una scuola cristiana, aveva problemi a capire e credere all'evoluzionismo ed era stata per questo presa in giro dal professore davanti a tutti. Lewis si era offerto di aiutarla e, non sapendo molto sull'evoluzione, aveva comprato il compito. Savannah confessa e la corte d'onore decreta che le venga inflitta un'insufficienza nella materia. Marti va da Julian (che le aveva suggerito l'idea che Lewis stesse proteggendo qualcuno) e lo bacia.
- Ascolti USA: telespettatori 979 000 – share 1%[21]

## Sorella a sorpresa
- Titolo originale: Warped Sister
- Diretto da: Tricia Brock
- Scritto da: James Eagan

### Trama
A Savannah viene tolta la borsa di studio perché ha copiato all'esame: il padre provvede ad aiutarla con un sostanzioso assegno. Julian ha fatto delle ricerche sul padre di Marti, incaricato da quest'ultima, scoprendo che Rex si è risposato e ha avuto una seconda figlia, Deirdre, che Marti riconosce come la ragazza che lavora nel negozio di musica. Intanto continuano i contrasti con Kathy (che sta frequentando Lewis) nonostante Savannah cerchi di riappacificarsi con lei per amore della sorella. Savannah e Kathy organizzano insieme una festa per il nascituro, ma Kathy dice a Savannah che i Cyclons hanno bisogno di un nuovo capitano. Marti presenta Deirdre a sua madre. Lewis cerca di fare da paciere tra Savannah e Kathy. Il padre di Savannah viene arrestato. 
- Ascolti USA: telespettatori 1 007 000 – share 1%[22]

## La terra delle mille danze
- Titolo originale: Land of 1,000 Dances
- Diretto da: Debbie Allen
- Scritto da: Curtis Kheel

### Trama
Lewis e Kathy vogliono partecipare a una maratona di ballo, con disappunto di Alice. Lewis spera di vincere per suo padre l'auto che è in palio. Marti ha un appuntamento con Julian e la loro relazione si fa sempre più seria, soprattutto quando la ragazza scopre che Julian ha una figlia di cui non le aveva parlato (è separato dalla ex moglie). Il padre di Savannah ha difficoltà a trovare un avvocato dato che i loro beni sono congelati, così Savannah chiede a Marti di chiedere a Julian. Alice partecipa alla maratona di ballo con Morgan, il collega di legge di Marti. Il ginocchio di Kathy le dà dei problemi, Alice ne approfitta per proporre uno scambio di partner e ballare lei con Lewis. Kathy lascia Lewis. Il padre di Savannah esce di prigione su cauzione. Alice e Lewis vincono la gara, ma a Alice sanguinano i piedi. Il padre di Savannah lascia la città. Lewis e Alice si baciano.
- Ascolti USA: telespettatori 1 180 000 – share 1%[23]

## Sono stufa, ragazzi!
- Titolo originale: I'm Sick Y'all
- Diretto da: Omar Madha
- Scritto da: Kevin Murphy

### Trama
La squadra delle cheerleader deve affrontare un'epidemia di streptococco. Molti degli atleti sono ammalati e in quarantena non potendo gareggiare alle nazionali, cosa che mette a rischio la squadra dato che servono almeno 18 membri per poter competere. Prima delle nazionali, Kathy chiede a Lewis di tornare insieme e lui le dice che si è rimesso con Alice. Il padre di Alice arriva per assistere alla gara, con gioia della figlia. Durante le prove prima dell'esibizione, una delle Hellcats si infortuna. Savannah deve andare dalla sorella che sta per partorire prima del tempo, mentre Lewis rimane incastrato in una trappola dell'odiosa Kathy, da cui riesce comunque a scappare e arrivare in tempo. Tuttavia, quando arriva il momento dell'esibizione degli Hellcats, una chiamata anonima (che si scoprirà essere Emily) avvisa che alcuni cheerleader hanno un'infezione alla gola e, in seguito a un controllo, 3 cheerleader, inclusa Alice, risultano positivi allo streptococco e vengono esclusi, cosa che impedisce alla squadra di gareggiare. In seguito, decidono di esibirsi senza autorizzazione, per soddisfazione personale. A loro si aggiungono Vanessa e Savannah, tornata dall'ospedale dopo che il parto era andato bene. Savannah decide di dare le dimissioni da capitano e lasciare il posto ad Alice. Vanessa viene licenziata per aver messo la salute degli atleti a rischio. Dopo aver risposto al cellulare di Deirdre, Marti scopre che la sorella ha un contatto con il padre che sembrava sparito. Così Marti, infuriata, lascia Deirdre, prende la bici e corre via.
- Ascolti USA: telespettatori 1 130 000 – share 1%[24]